# Arthur Zagre
Arthur Zagre (Neuilly-sur-Seine, Isla de Francia, 4 de octubre de 2001) es un futbolista francés que juega en la demarcación de defensa para el Excelsior Róterdam de la Eredivisie de Países Bajos.

## Biografía
Tras empezar a formarse como futbolista en el Courbevoie SF, tras cinco años se marchó a la disciplina del Paris Saint-Germain F. C., con el que empezó jugando en el segundo equipo. Finalmente hizo su debut con el primer equipo el 25 de agosto de 2019 en la Ligue 1 contra el Toulouse F. C., tras sustituir a Kylian Mbappé en el minuto 66. Cuatro días después, el A. S. Monaco F. C. hizo oficial su incorporación para las siguientes tres temporadas. Tras un año en el conjunto monegasco, en octubre de 2020 fue cedido al Dijon F. C. O. De cara a la temporada 2021-22 fue prestado al F. C. Utrecht. Siguió en este equipo la siguiente, aunque a finales de enero se puso fin a la cesión para recalar en el Excelsior Róterdam.

## Clubes
| Club                         | País         | Año       | Partidos | Goles |
| ---------------------------- | ------------ | --------- | -------- | ----- |
| Paris Saint-Germain F. C. II | Francia      | 2018-2019 | 27       | 1     |
| Paris Saint-Germain F. C.    | Francia      | 2019      | 1        | 0     |
| A. S. Monaco F. C.           | Francia      | 2019-2020 | 3        | 0     |
| Dijon F. C. O. (cedido)      | Francia      | 2020-2021 | 3        | 0     |
| F. C. Utrecht (cedido)       | Países Bajos | 2021-2023 | 13       | 1     |
| Jong F. C. Utrecht (cedido)  | Países Bajos | 2021-2023 | 10       | 1     |
| Excelsior Róterdam           | Países Bajos | 2023-     | 75       | 3     |

## Palmarés

### Campeonatos nacionales
| Título               | Club                      | País    | Año  |
| -------------------- | ------------------------- | ------- | ---- |
| Ligue 1              | Paris Saint-Germain F. C. | Francia | 2019 |
| Supercopa de Francia | Paris Saint-Germain F. C. | Francia | 2019 |